# Moustoir-Remungol
Moustoir-Remungol (en bretó Moustoer-Remengol) és un municipi francès, situat a la regió de Bretanya, al departament d'Ar Mor-Bihan. L'any 2006 tenia 611 habitants.

## Demografia
| 1962                                       | 1968 | 1975 | 1982 | 1990 | 1999 |
| ------------------------------------------ | ---- | ---- | ---- | ---- | ---- |
| 786                                        | 844  | 725  | 646  | 617  | 634  |
| Des de 1962: població sense dobles comptes |      |      |      |      |      |

## Administració
| Període   | Identitat           | Partit        |
| --------- | ------------------- | ------------- |
| 1989-2008 | Jean-Hugues Auffret | Divers droite |
| 2008-     | Alain Binard        |               |